# Vin Sullivan
Pour les articles homonymes, voir Sullivan.
Vincent « Vin » Sullivan (Brooklyn, 5 juin 1911 - Manhasset, 3 février 1999) a été un pionnier dans la bande dessinée américaine en tant qu'éditeur et artiste.

## Biographie
En tant que rédacteur en chef de National Allied Publications, le futur  DC Comics, il a été le premier éditeur sur les histoires mettant en vedette Superman des créateurs Jerry Siegel et Joe Shuster, démarrant avec la première apparition de l’archétype du  super-héros dans Action Comics n°1 (1938), et l'année suivante avec Superman, la première bande dessinée américaine consacrée à un seul personnage. En outre, Sullivan a dessiné la couverture du premier Detective Comics, la série qui, dans le numéro 27, a lancé le personnage de  Batman.
Après avoir quitté National Allied en 1940, Sullivan a été embauché par le McNaught Newspaper Syndicate pour former une nouvelle maison d'édition de bande dessinée. C'est devenu la Columbia Comic Corporation (Columbia Comics), où Sullivan a lancé l'omnibus de super-héros Big Shot Comics, publiant les premiers travaux réalisés par Gardner Fox, Creig Flessel et Ogden Whitney, entre autres. Parmi les super-héros de Columbia Comics, on trouve Skyman.
Mécontent face à la réticence des propriétaires de développer plus de séries originales, Sullivan quitte la Columbia en 1943 et créa Magazine Enterprises. Cette société dura jusqu'en 1958, après quoi Sullivan quitte la bande dessinée.
Sullivan a été l'invité de la Comic-Con International à San Diego, en Californie, au mois d'août 1998, où il fut réuni avec certains de ses anciens collègues. Il est mort six mois plus tard.